# Asota novohibernica
Asota novohibernica är en fjärilsart som beskrevs av Arnold Pagenstecher 1900. Asota novohibernica ingår i släktet Asota och familjen nattflyn. Inga underarter finns listade i Catalogue of Life.